# Sarah Roberts
Sarah Kathryn Roberts es una actriz australiana.

## Biografía
Tiene un hermano llamado, Karl De Abrew, quien falleció en octubre del 2019 luego de perder su batalla contra el cáncer de cerebro que padecía desde hace 15 años.
Es buena amiga de la actriz Samantha Frost.
Desde finales de 2017 sale con el actor James Stewart. El 12 de enero de 2018 la pareja anunció que se había comprometido y se casaron en julio de 2019 en Irlanda.

## Carrera
Cantó con un grupo conocido como "VAMP".
En 2010 apareció como invitada en la serie australiana Neighbours donde interpretó a Clare Henderson durante el episodio # 1.6018, un año después apareció de nuevo en la serie ahora interpretando a Jess Walker en el episodio # 1.6279. El 21 de marzo de 2014 se unió como personaje invitada a la serie nuevamente pero ahora interpretando a Sienna Matthews, la exnovia de Mark Brennan que va a Erinsborough para intentar reconquistar a Mark, su última aparición fue el 22 de mayo de 2014 después de que Sienna se fuera de Erinsborough luego de que Mark le pidiera que se fuera.
En 2012 dio vida a Lorna en la película Jack Irish: Bad Debts.
En 2013 apareció como invitada en la serie It's a Date donde interpretó a una mesera del restaurante "Mexigogo".
En 2014 apareció en la miniserie Never Tear Us Apart: The Untold Story of INXS donde dio vida a Shelley, una corista.
El 14 de noviembre de 2017 se unió al elenco de la popular serie australiana Home and Away, donde dio vida a Willow Harris, hasta el 14 de abril de 2021, después de que su personaje decidiera irse temporalmente de Summer Bay luego de ayudar a encarcelar a Colby y viajar a Queensland para intentar reconciliarse con Alex Neilson.

## Filmografía

### Series de televisión
| Año         | Título                                        | Personaje       | Notas                                      |
| ----------- | --------------------------------------------- | --------------- | ------------------------------------------ |
| 2017 - 2021 | Home and Away                                 | Willow Harris   | 322 episodios                              |
| 2015        | Footballer Wants a Wife                       | Becky           | episodio "Pack Date"                       |
| 2014        | Nowhere Boys                                  | Reportera       | episodio #2.1                              |
| 2014        | Neighbours                                    | Sienna Matthews | 7 episodios                                |
| 2014        | Never Tear Us Apart: The Untold Story of INXS | Shelley         | 2 episodios - miniserie                    |
| 2013        | It's a Date                                   | Mesera          | episodio "When Should You Abandon a Date?" |
| 2012        | Flat Whites                                   | Courtney        | episodio "Wingman Down"                    |
| 2011        | Angry Boys                                    | Elefante Bebé   | episodio # 1.2                             |

### Películas
| Año  | Título                 | Personaje       | Notas |
| ---- | ---------------------- | --------------- | --- |
| 2015 | UNindian               | Priya           | junto a Heather Maltman, Stephen Hunter, John Howard, Pallavi Shard y Gulshan Grover                       |
| 2014 | Garrison 7             | Jannix Ra       | junto a Marjean Holden, Brooke Nichole Lee, Ty Hungerford y Wade Boyes                                     |
| 2014 | Jack Irish: Dead Point | Lorna           | junto a Guy Pearce, Barry Humphries, Roy Billing, John Jarratt, Marta Dusseldorp y Vince Colosimo          |
| 2013 | Good Boy               | Recepcionista   | corto - junto a Maggie Blinco, Emily Buxton D'Arcy, Simon King y Peter Sardi                               |
| 2013 | Felony                 | Ankhila Sarduka | junto a Jai Courtney, Joel Edgerton, Melissa George, Tom Wilkinson y George Basha                          |
| 2013 | Wolf Creek 2           | Rose            | junto a John Jarratt, Ryan Corr y Shannon Ashlyn                                                           |
| 2012 | 1000 Dollar Doubt      | Secuestrada     | junto a Francisco Lopez, Jamie Stafford y Daniel Cookson                                                   |
| 2012 | 151 Kent Ave           | Novia           | junto a Joshua Jan Lefers y Cameron Nugent                                                                 |
| 2012 | Jack Irish: Bad Debts  | Lorna           | junto a Guy Pearce, Marta Dusseldorp, Roy Billing, Shane Jacobson, Colin Friels, Steve Bisley y Emma Booth |

### Teatro
| Año  | Programa           | Notas       |
| ---- | ------------------ | ----------- |
| 2012 | SBS Bollywood Star | 5 peisodios |